# 호시노 사토루
호시노 사토루(일본어: 星野 悟, 1989년 2월 4일 ~ )는 일본의 전 축구 선수이다.

## 구단 경력
그는 2011년부터 2017년까지 J리그의 더스파구사쓰 군마, FC 마치다 젤비아에서 활동하였다.